# Gare d'Óbuda

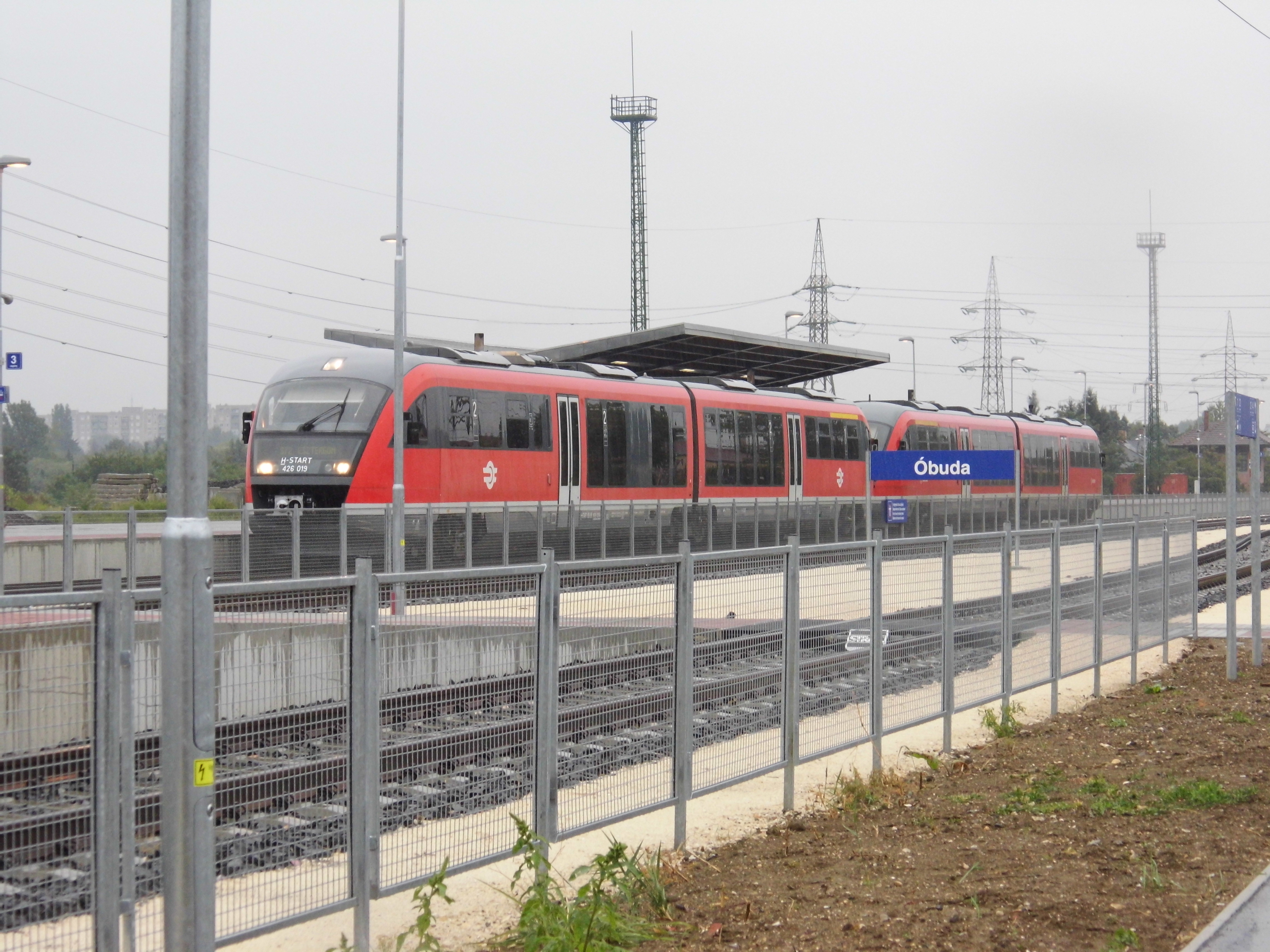

La gare d'Óbuda (hongrois : Óbudai vasútállomás, prononcé [ˈoːbudɒi ˈvɒʃuːtaːllomaːʃ]) est une gare ferroviaire secondaire de Budapest.